# Яковенко, Игорь Александрович
И́горь Алекса́ндрович Якове́нко (род. 13 марта 1951, Москва) — российский журналист, социолог, педагог и общественный деятель.
Бывший секретарь Союза журналистов России, бывший депутат Государственной думы. Генеральный директор Национальной тиражной службы. Председатель профсоюза журналистов «Журналистская солидарность».

## Биография
В 1976 году окончил вечернее отделение философского факультета МГУ.
1968—1970 — работал киномехаником, геологом.
1970—1974 — слесарь, а затем бригадир слесарей Московского метрополитена.
1974—1978 — освобождённый секретарь комитета ВЛКСМ Московского метрополитена.
1978—1986 — инструктор, затем заведующий отделом пропаганды и агитации Дзержинского райкома КПСС г. Москвы.
1988—1990 — преподаватель философии в Московской высшей партийной школе. Одновременно являлся заведующим отдела социологии и изучения общественного мнения журнала ЦК КПСС «Диалог».
С осени 1990 года — один из соучредителей российской социологической службы «Мониторинг» и редакции газеты «Господин народ».
В 1991 году был членом организационного комитета по созданию Республиканской партии Российской Федерации (РПРФ), делегатом учредительного съезда РПРФ, на котором был избран в Рабочую коллегию и Координационный совет партии.
В 1993 году — директор Российской социологической службы «Мониторинг».
1992—1994 — сопредседатель РПРФ, член Политсовета партии. На V съезде РПРФ 25 — 26 июня 1994 после возникших резких разногласий между Владимиром Лысенко и группой активистов из 23 регионов во главе с двумя другими сопредседателями партии — Вячеславом Шостаковским и Игорем Яковенко, сторонниками «Яблока», группа Шостаковского-Яковенко покинула съезд и приступила к созданию новой партии. 11 февраля 1995 состоялся Учредительный съезд партии «Демократическая альтернатива (ДА)», Яковенко был избран заместителем председателя партии.
1993—1995 — депутат Государственной думы (блок «ЯБЛоко»), член комитета Госдумы по информационной политике и связи.
C 1995 года — главный редактор журнала «Рубежи».
В 1997 году — член экспертного совета комитета Государственной думы по информационной политике и связи.
В мае 1998 года на VI съезде Союза журналистов России избран Генеральным секретарём Союза журналистов России.
С 2003 по 2005 год — генеральный директор издательского дома «Х. Г. С.», выпускавшего оппозиционную по отношению к действующей российской власти газету «Русский курьер». По словам Игоря Яковенко, газета не оправдала надежд как коммерческий проект, была крайне убыточна, а рекламодатели неохотно шли на сотрудничество с ней ввиду её оппозиционной направленности.
Игорь Яковенко:

После первого же номера был вызван вместе с инвестором на ковёр к А. А. Жарову, который тогда ещё не добрался до интернета, а гнобил печать. И тот, понимая, что мне угрожать бессмысленно, демонстративно сквозь меня объяснил инвестору, что лучше всего ему прекратить финансировать отморозков. Сошлись на том, что в газете не будет карикатур на Путина и издание просуществовало некоторое время. Так что тут выбор прост: либо лавируешь и вещаешь в эфире и зарабатываешь на рекламе, либо уходишь в интернет, теряя в аудитории и в деньгах.
В 2008 году на очередном съезде, после упразднения должности Генерального секретаря, избран секретарём Союза журналистов России.
12 февраля 2009 года генеральный секретарь Союза журналистов России Игорь Яковенко был досрочно смещён со своего поста решением Федеративного совета СЖР. Яковенко обвинялся в невыполнении решения о создании Центра развития средств массовой информации, и в использовании ресурсов Союза журналистов в пользу частных фирм.
Председатель СЖР Всеволод Богданов заявил, что Яковенко был выведен из состава секретариата потому, что не выполнил свои обязательства по созданию Центра развития СМИ, которые взял на себя после 8-го съезда объединения, прошедшего в апреле 2008 года.
Секретарь Союза Журналистов Павел Гутионтов публично обвинил Яковенко в "личном обогащении" и создании "ряда коммерческих структур, учредителями которых стал он сам и близкие ему люди": 
Яковенко нанес огромный репутационный ущерб организации, в которой я работаю. <...> Он оказался нечестным и своекорыстным человеком, он дискредитировал те замечательные лозунги и идеи, которыми прикрывал вовсе не благородные интересы. Он оказался непорядочным и мелким.
Вот что по этому поводу опубликовало «Радио Свобода» 13 февраля 2009 года:

Кирилл Кобрин: Федеральный совет Союза журналистов России исключил из числа секретарей этой организации одного из её бывших лидеров Игоря Яковенко. Яковенко обвиняется в невыполнении решения о создании Центра развития средств массовой информации, использовании ресурсов Союза журналистов в пользу частных фирм. Мотивировать это решение мой коллега Андрей Шарый попросил секретаря Союза журналистов и бывшего министра печати России Михаила Федотова.
Михаил Федотов: Это решение принял Федеративный совет Союза журналистов, причем ни одного голоса не было подано против, четыре человека воздержались при голосовании. Причина заключалась в том, что Игорю Александровичу Яковенко, как секретарю Союза, было поручено на 8-м съезде, который был в апреле прошлого года, создать Центр развития СМИ. Для этого ему был выделен целый этаж в нашем здании на Зубовском бульваре, 4. К сожалению, когда мы посмотрели, по документам выходит, что эта работа должна была быть сделана к 15 сентября, а она не была сделана и в конце ноября. А в конце ноября оказалось, что Игорь Александрович нас покинул. Где он находится — мы с тех пор не знаем. Мы только через его доверенное лицо получаем от него заявления сначала на очередной отпуск, а потом на творческий отпуск на два месяца. Когда мы начали смотреть, что же там у нас на третьем этаже происходит, то оказалось, что там находятся просто частные компании, одним из учредителей которых является Игорь Александрович Яковенко: компании ООО «Медиа Софт», ООО «Медиа регионов», Фонд общественной экспертизы и так далее. Все попытки получить финансовые документы этих организаций привели к тому, что эти организации просто уехали, не оставив о себе никаких следов. Когда мы это доложили Федеративному совету, Федеративный совет принял такое решение.

 

Яковенко заявил, что его лишили поста секретаря Союза журналистов России "из-за оппозиционных настроений". Вот что сказал сам Яковенко:
В основе всей этой истории лежат фундаментальные разногласия между двумя позициями по поводу того, что такое союз и его место в стране. Первая позиция — Богданова и других людей, которые сегодня возглавляют союз, была объявлена на восьмом съезде, это позиция встраивания союза во власть и переход союза на позиции обслуживания власти. Это было заявлено в докладе Богданова на съезде, где он много раз говорил о том, как он любит президента Медведева, президента Путина, как он любит власть, и публично обозначил одну из задач союза — встроиться во власть. Другая позиция — моя, это позиция независимой организации, которая не зависит от власти, которая зависит от журналистов и средств массовой информации, должна оказывать им конкретные, осязаемые услуги. Позиция большинства руководства союза очень сильно дрейфовала в сторону обслуживания власти. (…) Программу развития Союза журналистов России от первой до последней буквы писал я. Центр развития СМИ и гражданского общества создан, он продолжает действовать, но, к сожалению, та инквизиторская истерика, которая была устроена с моим отъездом, она вынудила нас уехать.

Позже Яковенко комментировал эту историю на Ютуб.
С 16 марта 2009 года публикуется на сайте «Ежедневный журнал», с 18 июня 2013 по 2 июля 2019 года вёл там рубрику «Медиафрения».
2 октября 2011 года в рамках гражданского форума «Последняя осень» представил проект общественного телевидения. Затем в своём блоге открыл сбор подписей под Хартией общественного телевидения. Яковенко руководил работой Сетевого общественного телевидения (СОТВ) все время вещания — с декабря 2011 года по апрель 2012 года, когда канал закрылся в связи с нехваткой финансирования.
Ведёт блог.
В апреле 2018 года Яковенко на своем канале в YouTube опубликовал фильм «Медиафрения» (авторы Игорь Яковенко, Илона Соколова, Игорь Титов). Фильм рассказывает о «чудовищной трансформации, которой подверглись российские СМИ последние 18 лет, благодаря чему они стали смертельно опасны для всего мира и прежде всего для самой России».
24 апреля 2020 года был госпитализирован с двухсторонней пневмонией при положительном результате теста на Covid-19.
В 2022 году, в качестве эксперта, стал постоянным гостем прямого эфира русскоязычного украинского телеканала, посвящённого теме войны на Украине. Покинул Россию после начала войны с Украиной, живёт за границей.
14 апреля 2023 года Министерством юстиции России внесён в список физических лиц «иностранных агентов».

## Общественная позиция
Весной 2001 года выступал в поддержку журналистского коллектива НТВ, протестовавшего против захвата телекомпании и изменения руководства в ней.
В сентябре 2014 года подписал заявление с требованием «прекратить агрессивную авантюру: вывести с территории Украины российские войска и прекратить пропагандистскую, материальную и военную поддержку сепаратистам на Юго-Востоке Украины».
В марте 2016 года отказался подписать письмо-обращение 24 деятелей науки и культуры, адресованное руководству политических партий «ЯБЛОКО» и ПАРНАС с призывом объединиться.
В начале марта 2016 года вызвал на дебаты председателя Политического комитета партии «Яблоко» Григория Явлинского, 3 марта такие дебаты состоялись на площадке «ЕЖ».
В июне 2016 года поддержал список партии «Яблоко» на выборах депутатов Государственной думы VII созыва.

## Сочинения
- Осовцов А. А., Яковенко И. А. Еврейский народ в России: кто, как и зачем к нему принадлежит. — М.: Дом еврейской книги, 2011. — 256 с. — ISBN 978-5-983-70043-7.